# Partie polityczne w Indiach
Partie polityczne w Indiach – ugrupowania polityczne funkcjonujące w indyjskim systemie wielopartyjnym.
Najważniejszą rolę w Indiach odgrywa od lat centrowy Indyjski Kongres Narodowy, założony w 1885 i kierowany przez „dynastię” Nehru-Ghandi. Jego największym konkurentem jest Narodowy Sojusz Demokratyczny, po przywództwem Indyjskiej Partii Ludowej, zaś po lewej stronie sceny politycznej znajdują się ugrupowania skupione we Froncie Lewicy.  Większość ugrupowań poza dwoma głównymi partiami to ugrupowanie regionalne lub działające tylko w części kraju.

## Główne partie i sojusze polityczne
- Prawica: Indyjska Partia Ludowa (Bharatiya Janata Party, BJP) i Narodowy Sojusz Demokratyczny (National Democratic Alliance)
- Centrum: Indyjski Kongres Narodowy (Indian National Congress, INC)
- Lewica: Komunistyczna Partia Indii i Front Lewicy (Left Front)

### Narodowy Sojusz Demokratyczny
- Indyjska Partia Ludowa (Bharatiya Janata Party, BJP) – partia prawicowa, jedna z dwóch najsilniejszych partii (obok INC), liderująca Narodowemu Sojuszowi Demokratycznemu. Założona w 1980 jako kontynuatorka Janaty i Indyjskiego Zgromadzenia Ludowego
- Shiv Sena – regionalna partia nacjonalistyczno-hinduistyczna, założona w 1966, działająca głównie w stanie Maharasztra
- Janata Dal – regionalna partia centrowa, założona w 2003, działająca w stanach Bihar i Karnataka
- Shiromani Akali Dal – partia regionalna działająca w stanie Pendżab
- Indian National Lok Dal – partia regionalna działająca w stanie Hariana[2]
- Asom Gana Parishad – partia regionalna działająca w stanie Asam
- Rashtriya Lok Dal – partia regionalna działająca w stanie Uttar Pradesh
- Nagaland People’s Front – partia regionalna działająca w stanie Nagaland
- Telugu Desam Party (Telangana Rashtra Samithi) – regionalna  partia konserwatywna, założona w 1982, działająca w stanie Andhra Pradesh
- Gorkha Janmukti Morcha – partia regionalna działająca w stanie Bengal Zachodni
- Uttarakhand Kranti Dal – partia regionalna działająca w stanie Uttarakhand
- Kamtapur Progressive Party – partia regionalna działająca w stanie Bengal Zachodni
- Ladakh Union Territory Front – partia regionalna działająca w stanie Dżammu i Kaszmir

### Indyjski Kongres Narodowy
- Indyjski Kongres Narodowy[3] (Indian National Congress, INC) – najważniejsza partia w historii Indii, istniejąca od 1885, samodzielnie rządziła krajem od uzyskania niepodległości w 1947, aż do 1977, a następnie w latach 1980–1989, 1991-1996 i 2004-2014. Wśród jej przywódców byli Mahatma Gandhi, Jawaharlal Nehru, jego córka Indira Gandhi, syn Indiry Rajiv Gandhi i jego żona Sonia Gandhi. Partia centrowa.

### Front Lewicy
- Komunistyczna Partia Indii[4] – partia komunistyczna, założona w 1925, przewodzi Frontowi Lewicy, sprawującemu rządy (teraz lub w historii) w stanach Bengal Zachodni, Kerala i Tripura.
- Komunistyczna Partia Indii (Marksistowska)[5] – partia komunistyczno-marksistowska, założona w 1967.
- Partia Rewolucyjnych Socjalistów – partia socjalistyczno-komunistyczna, założona w 1940.
- All India Forward Bloc – partia nacjonalistyczno-lewicowa, założona w 1939.
- Socjalistyczna Partia Bengalu Zachodniego – regionalna partia socjalistyczna działa na obszarze Bengalu Zachodniego.

## Inne partie i ugrupowania ponadregionalne
- Ogólnoindyjska Partia Ludu Drawidów (All India Anna Dravida Munnetra Kazhagam, AIADMK) – partia socjaldemokratyczna, założona w 1972.
- Partia Zwyczajnego Człowieka (Aam Aadmi Party) – partia centro-lewicowa, założona w 2012.
- All India Trinamul Congress – partia lewicowa, założona w 1997 przez rozłamowców z INC, w latach 2009-2014 współrządziła wraz z nim.
- Sikkim Democratic Front – partia lewicowa, założona w 1993, rządząca w stanie Sikkim.

## Dawne partie polityczne
- Partia Wolności – partia liberalna, istniała w latach 1959-1974.
- Janata (Partia Ludowa) – partia prawicowa, powstała jako koalicja, istniała w latach 1977-1980, rządziła w latach 1977-1979, większość polityków utworzyła następnie Indyjską Partię Ludową
- Indyjskie Zgromadzenie Ludowe (Bharatiya Jana Sangh, BJS) partia nacjonalistyczna, istniała w latach 1951-1977 oraz 1979-1980. W latach 1977–1979 weszła w skład Janaty, a w 1980 jej działacze współtworzyli Indyjską Partię Ludową.
- Thayaga Marumalarchi Kazhagam – partia regionalna, istniała w latach 1991-1996.
- Thamizhaga Munnetra Munnani – partia regionalna, istniała w latach 1998-199, założona przez rozłamowców z INC, weszła w skład Janata Dal.
- MGR Anna Dravida Munnetra Kazhagam – partia regionalna istniejąca w latach 1998-2002, przyłączyła się do BJS
- Komunistyczna Partia Indii (Maoistowska) – partia komunistyczno-maoistowska, założona w 2004, zdelegalizowana w 2009[6]